# Giovanni Battista Ercole
Pour les articles homonymes, voir Ercole.
Giovanni Battista Ercole, né à Erba en 1750 et mort le 6 décembre 1811 à Plaisance, est un peintre et architecte néo-classique italien.

## Biographie
Giovanni Battista Ercole naît en 1750,.
Ercole meurt en décembre 1811 à Plaisance.

## Œuvres
En 1789, Ercole décore la Villa Rocca dans la frazione de Corneliano, à San Giorgio Piacentino. Après 1788, il participe à la décoration des plafonds de la basilique de Santa Maria di Campagna à Plaisance. Avec Filippo Comerio (it), il décore entre 1790 et 1799 une salle entière de fresques à la Villa Braghieri-Albesani (en), à Castel San Giovanni. Toujours à Plaisance, il décore en 1810 avec Carlo Bisi une chapelle à la fresque, construite au début du siècle par Antonio Tomba.